# HD107966
HD107966 — хімічно пекулярна зоря спектрального класу
A2 й має  видиму зоряну величину в смузі V приблизно  5,2.
Вона  розташована на відстані близько 284,4 світлових років від Сонця.

## Фізичні характеристики
Зоря HD107966 обертається 
досить швидко 
навколо своєї осі. Проєкція її екваторіальної швидкості на промінь зору становить  Vsin(i)= 51км/сек.